# Аутопут А5
Државни пут првог А реда А5, називан Моравски коридор је аутопут у изградњи у централној Србији, који се простире правцем запад-исток. Пут у целости на подручју Средишње Србије, у оквиру области Поморавља, тачније највећим делом у његовом западном делу, односно Западном Поморављу. Пут А5 је део Европског пута Е761. До изградње ауто-пута, као главни правац, користи се Државни пут IБ реда 23. Овај ауто-пут повезује два најзначајнија пута у Србији — аутопутеве А1 и А2. Почиње на петљи Појате на ауто-путу А1, а потом пролази поред Ћићевца. Код Сталаћа прелази Јужну Мораву, а затим и Западну Мораву, и тиме улази и долину Западне Мораве. Пролази поред свих већих градова ове регије — Крушевца, Трстеника, Врњачке Бање и Краљева, а завршава се на петљи Прељина на ауто-путу А2 близу Чачка. Овај ауто-пут пролази и поред многих туристичких дестинација као што су познате бање и манастири.

## Траса
Аутопут углавном пролази равничарским пределима у долини Западне Мораве и њених притока. Планирано је да се изгради 11 петљи поред постојећих петљи Појате и Прељина, 34 мостова, 3 паркиралишта, 1 одмориште и 2 услужна центра, многобројни плочасти и цевасти пропусти, као и надвожњаци. У октобру 2018. године је потписан меморандум о изградњи овог аутопута са америчком компанијом „Bechtel”, а до изградње је остало да се заврши пројектна документација и обезбеде средства. 
Аутопут је почео са изградњом крајем 2019. године, а завршетак прве деонице од Појата до Кошева се очекује крајем 2023. године.

### Листа петљи
| Бр |  | km  | Име            | Пут | Дестинације                                                                            | Напомена                                             |
| -- |  | --- | -------------- | --- | -------------------------------------------------------------------------------------- | ---------------------------------------------------- |
| 1  |  | 0   | Појате         |     | Београд, Нови Сад, Суботица, Сремска Митровица, Крагујевац и Ниш                       | Ова петља је пуштена у саобраћај.                    |
| 2  |  | 3   | Ћићевац        |     | Ћићевац, Варварин, Сталаћ                                                              | Ова петља је пуштена у саобраћај.                    |
| 3  |  | 20  | Крушевац исток |     | Крушевац, Рибарска Бања, Блаце, Брус, Копаоник, Мердаре, Приштина                      | Ова петља је завршена, али није пуштена.             |
| 4  |  | 21  | Крушевац запад |     | Крушевац                                                                               | Ова петља је пуштена у саобраћај.                    |
| 5  |  | 28  | Кошеви         |     | Александровац, Брус, Копаоник                                                          | Ова петља је завршена, али није пуштена.             |
| 6  |  | 36  | Велика Дренова |     | Велика Дренова                                                                         | Ова петља је пуштена у саобраћај.                    |
| 7  |  | 47  | Трстеник       |     | Трстеник                                                                               | Ова петља је пуштена у саобраћај.                    |
| 8  |  | 58  | Врњачка Бања   |     | Врњачка Бања                                                                           | Ова петља је пуштена у саобраћај.                    |
| 9  |  | 69  | Врба           |     | Крагујевац                                                                             | Ова петља је у изградњи.                             |
| 10 |  | 75  | Камиџора       |     | Краљево и Жича                                                                         | Ова петља је планирана.                              |
| 11 |  | 82  | Адрани         |     | Краљево, Нови Пазар, Сјеница и Косовска Митровица                                      | Ова петља је планирана.                              |
| 12 |  | 97  | Мрчајевци      |     | Крагујевац, Кнић и Баточина                                                            | Ова петља ће се градити у оквиру Гружанског коридора |
| 13 |  | 108 | Чачак Исток    |     | Чачак                                                                                  | Ова петља је планирана.                              |
| 14 |  | 109 | Прељина        |     | Београд, Ваљево, Пожега, Ужице, Сарајево (Босна и Херцеговина) и Подгорица (Црна Гора) | Ова петља је планирана.                              |